# Les Rendez-vous d'Anna
Les Rendez-vous d'Anna is een Frans-Belgisch-Duitse dramafilm uit 1978 onder regie van Chantal Akerman.

## Verhaal
Anna is een alleenstaande, onafhankelijke vrouw. Voor haar werk als filmmaker is ze voortdurend onderweg. Ze gaat haar film onder meer vertonen in de steden Keulen, Brussel en Parijs.

## Rolverdeling
| Acteur             | Personage          |
| ------------------ | ------------------ |
| Aurore Clément     | Anna Silver        |
| Helmut Griem       | Heinrich Schneider |
| Magali Noël        | Ida                |
| Hanns Zischler     | Hans               |
| Lea Massari        | Moeder van Anna    |
| Jean-Pierre Cassel | Daniel             |